# Placard (affichage)
Pour les articles homonymes, voir Placard.
Un placard est un avis écrit ou imprimé qu'on affiche publiquement.

## Histoire

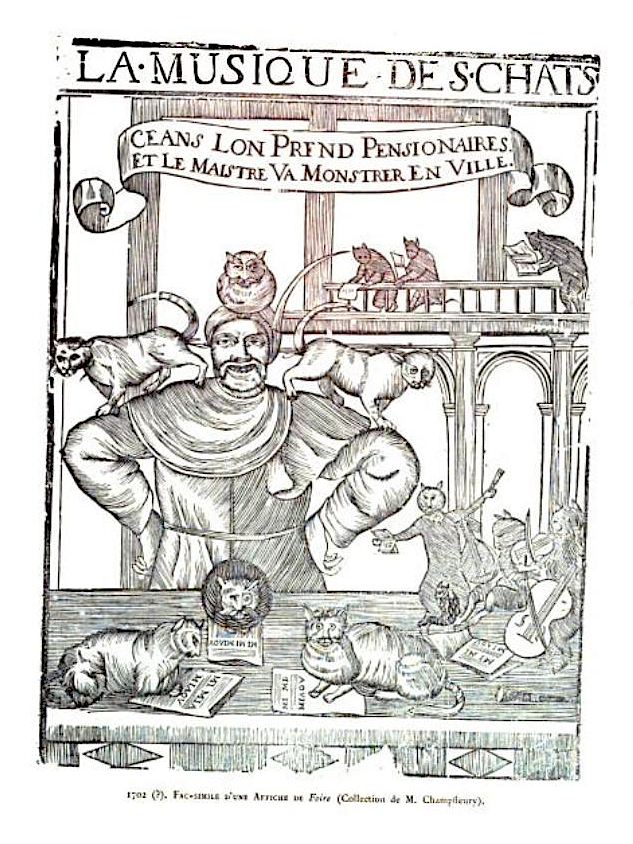
L'un des plus anciens placards conservés : un affichette figurant une gravure pour un spectacle de chats (France, vers 1702-1710).

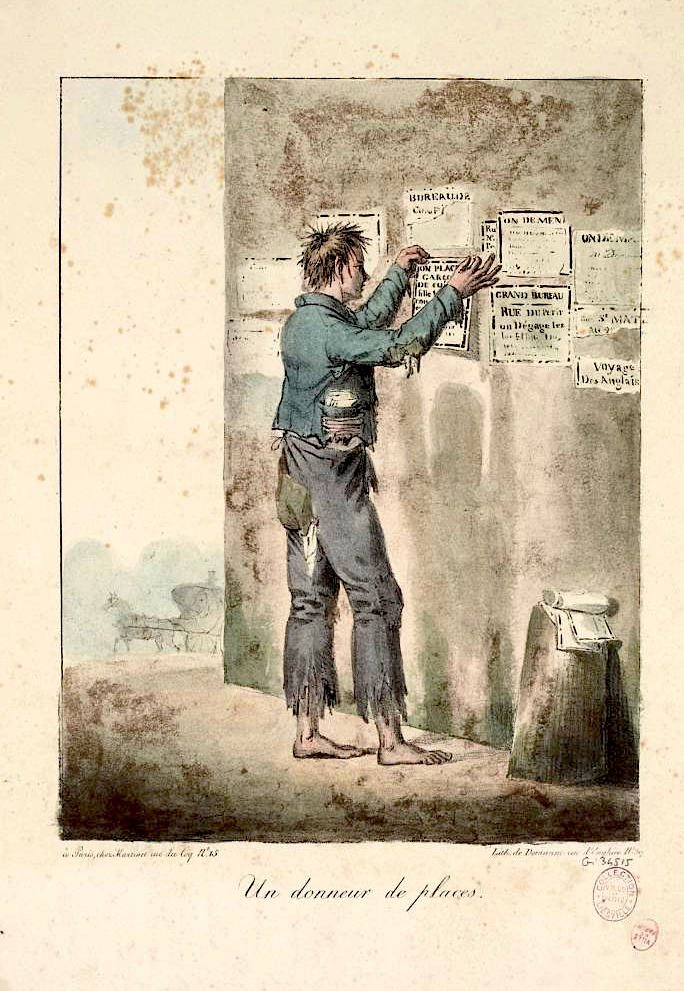
Demarne : Un donneur de places (lithographie, 1822).

Au Moyen Âge, le placard annonce, dans le cadre de la scholastique, une disputatio, une joute verbale à venir entre religieux. Les plus célèbres sont les placards calvinistes d'Antoine Marcourt en 1535, un moment-clé des guerres de Religion en France. L'affaire des placards en 1534 témoigna en France de l'une des premières batailles autour de la liberté d'affichage, ici religieuse. 
À l'époque moderne des feuilles de papier imprimées d'un seul côté au moyen de caractères typographiques et de gravures sur bois étaient placardés dans l’espace public  sur des espaces réservés et réglementés, en général des murs, pour communiquer au peuple les décisions du pouvoir. C’est aussi des avis écrits ou imprimés, affichés publiquement pour annoncer, diffamer, injurier (placard officiel, séditieux). C'est là l'origine des affiches et affichettes. 
Le mot placard en France devient obsolète dès les Lumières ; le mot placardage témoigne encore de cette activité qui consiste à placer sur un mur des feuilles de papier imprimées informatives. Un des petits métiers de Paris était le « placeur de placards » ou « donneur de places ». En anglais, on utilisa le mot placard, puis s'imposa le mot broadside, l'usage moderne en anglais de ce mot renvoie désormais à pancarte. Le mot allemand Plakat (affiche) en vient aussi.
Les villes affichent des placards (anciens ou nouveaux) afin de s'assurer que la population soit bien au courant des règles et événements les plus importants, par exemple : les affichages des lois communales, avis de décès, avis de mariage, actions des services publics, festivités, affiches électorales, etc.
Avec l’évolution de la technique informatique et du numérique, les placardages se généralisent par voie de panneaux lumineux disposés aux points stratégiques de la commune.
Le terme est également utilisé dans la presse écrite pour désigner les affiches présentant un titre de journal, en devanture de kiosque ou sur une caissette (aussi nommées manchettes ou affichettes).

## Exemples

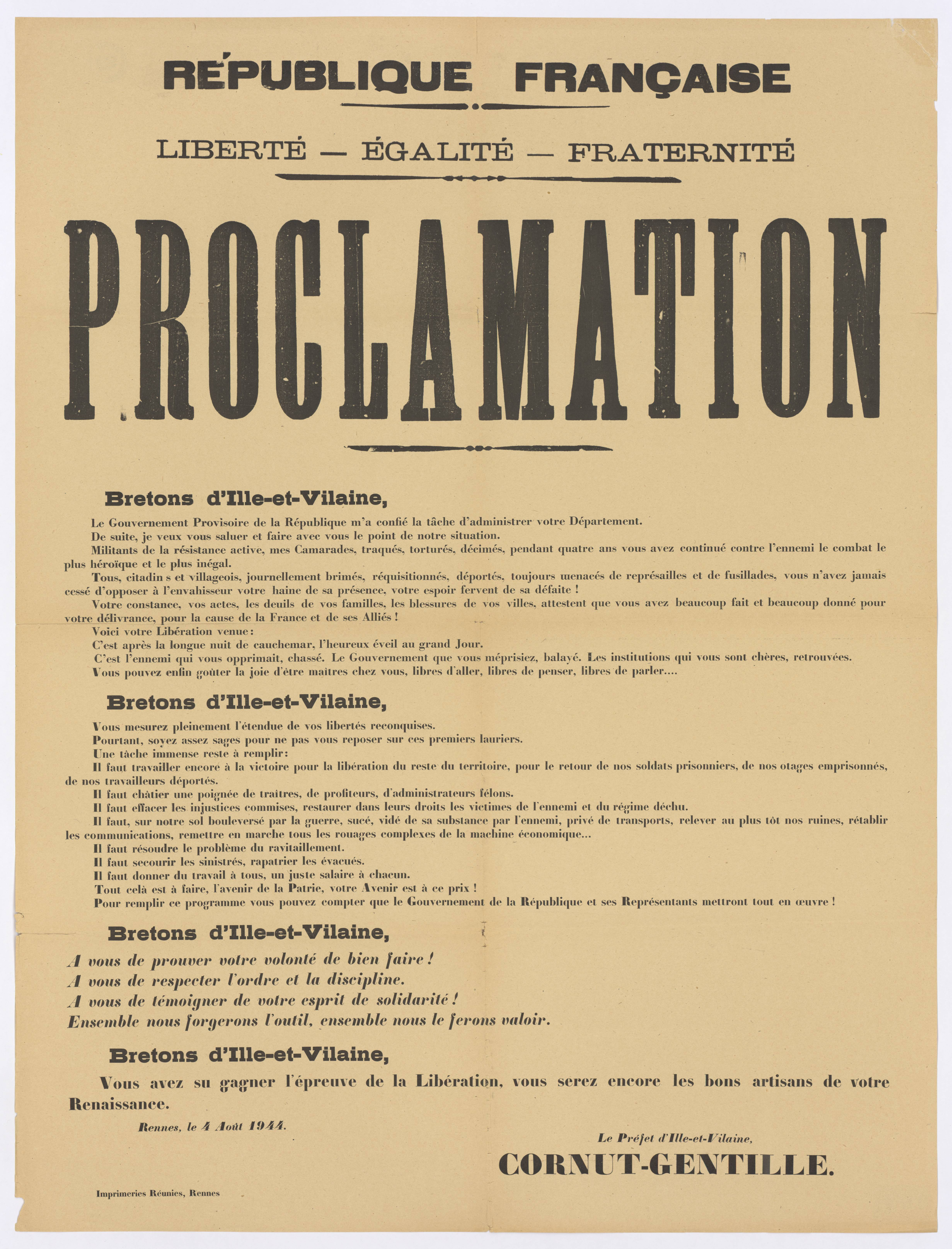
Exemple d'avis placardé (1944, France)
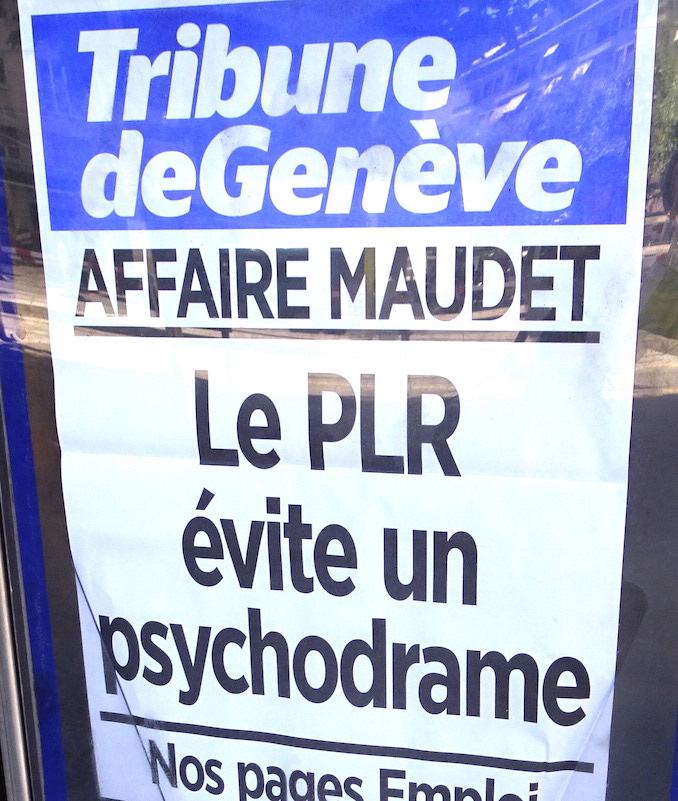
Placard de journal (2020, Suisse)
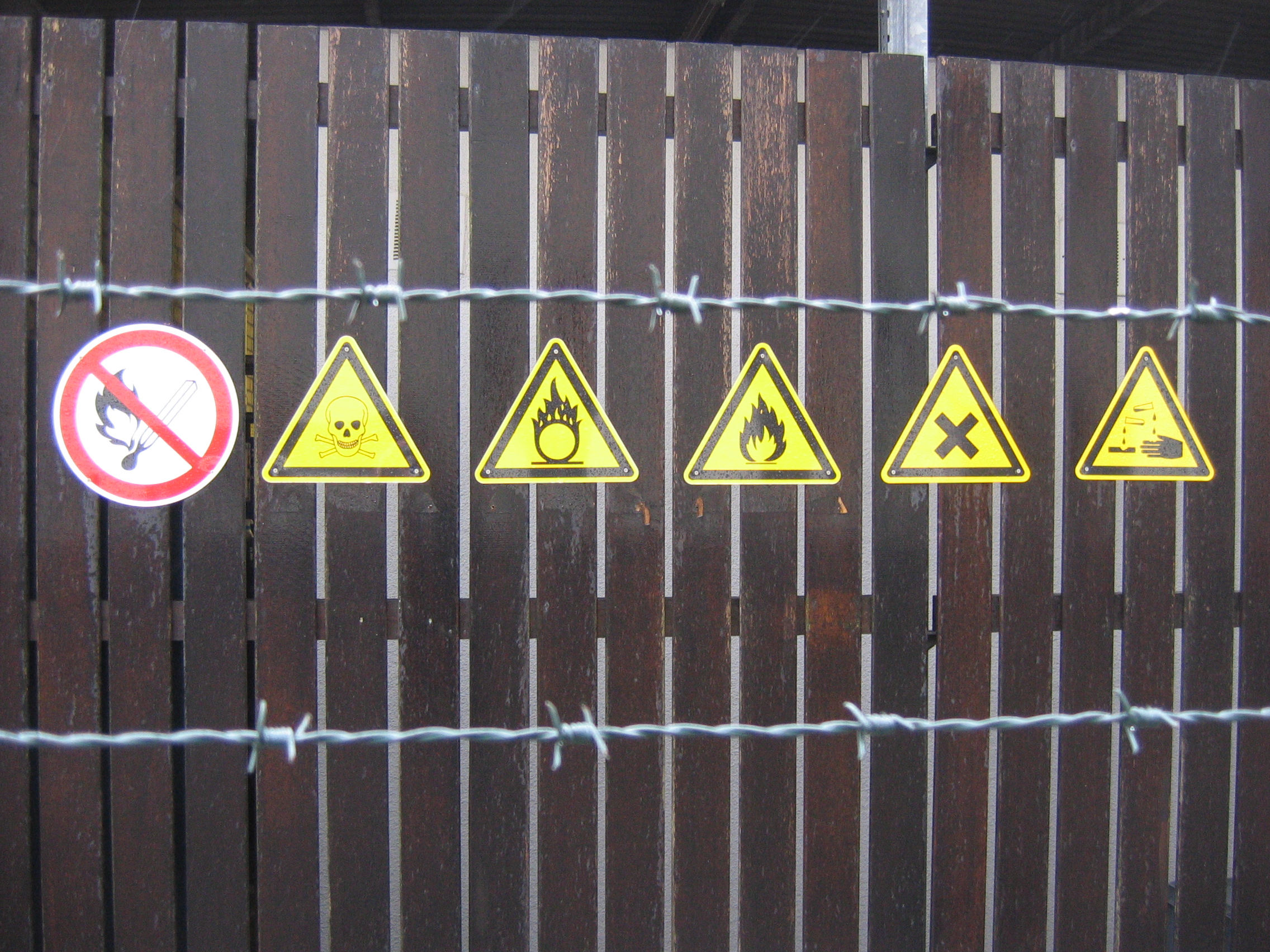
Consigne de sécurité